# غریبه زیبا
«غریبه زیبا» (به انگلیسی: Beautiful Stranger) تک‌آهنگی از هنرمند اهل ایالات متحده آمریکا مدونا است که در سال ۱۹۹۹ میلادی منتشر شد. این تک‌آهنگ در آلبوم آستین پاورز: جاسوسی که من را تکان داد قرار داشت.
این تک‌آهنگ در چارت‌های فنلاند در رتبه اول و در چارت‌های استرالیا، نیوزلند، نروژ جزو ده ترانه اول قرار گرفت.